# John Spencer, V conte Spencer
John Poyntz Spencer, V conte Spencer, KG PC (Londra, 27 ottobre 1835 – Althorp, 13 agosto 1910), noto come Visconte Althorp dal 1845 al 1857 e Red Earl a causa della sua inconfondibile lunga barba rossa, fu un politico britannico liberale sotto, e amico intimo, del primo ministro britannico William Ewart Gladstone. Fu per due volte Lord luogotenente d'Irlanda.

## Biografia

### Infanzia ed educazione
Spencer era figlio di Frederick Spencer, IV conte Spencer, dalla sua prima moglie Georgiana, figlia di William Poyntz. Il famoso politico Whig John Spencer, III conte Spencer, era suo zio e Charles Spencer, VI conte Spencer, il suo fratellastro. Fu educato ad Harrow e al Trinity College di Cambridge, dove si laureò nel 1857.

### Matrimonio
Lord Spencer sposò Charlotte Seymour (1835–1903), figlia di Frederick Charles William Seymour e nipote di Lord Hugh Seymour, l'8 luglio 1858. Il matrimonio fu senza figli.

### Carriera politica

#### Lord luogotenente d'Irlanda
Quasi immediatamente dopo aver lasciato Cambridge, Spencer fu eletto in parlamento per il South Northamptonshire, prima di partire per un tour del Nord America. Tornò nel dicembre 1857, e nel giro di pochi giorni suo padre morì, lasciandolo come nuovo Conte Spencer. Divenne membro del Privy Council nel 1859. Spencer si separò da altri eminenti liberali aristocratici nel 1866 sulla questione del conto della riforma di Russell, che sostenne, e la sua lealtà fu premiata con la sua nomina a Lord luogotenente d'Irlanda quando Gladstone tornò al potere nel 1868. L'Irlanda divenne una delle principali preoccupazioni del resto della lunga carriera politica di Spencer. In questo primo incarico come Lord Luogotenente, ha dovuto occuparsi dell'attuazione dello smantellamento della Chiesa d'Irlanda nel 1869 e dell'Irish Land Act del 1870, entrambe le misure che ha fortemente sostenuto. Spencer, infatti, andò oltre la maggior parte dei suoi colleghi ministeriali, incluso lo stesso Gladstone, nel sostenere la creazione di tribunali governativi per far rispettare gli affitti equi ai proprietari terrieri irlandesi.
Spencer, insieme ai successivi segretari principali, Chichester Fortescue e il cugino di Spencer, Lord Hartington, sostenne una legislazione coercitiva per far fronte all'aumento del crimine agrario, ma allo stesso tempo sostenne una politica di rilascio dei prigionieri Feniani quando possibile. Spencer ha anche avuto a che fare durante il suo mandato con l'Irish Universities Bill di Gladstone. Quando Gladstone tornò al potere per il suo secondo governo nel 1880, Spencer si unì al Consiglio dei Ministri come Lord Presidente del Consiglio, avendo la responsabilità della politica educativa, ed era parzialmente responsabile di diverse importanti riforme educative del periodo. La situazione sempre più tesa in Irlanda, tuttavia, comandava una porzione crescente del tempo di Spencer. Nel maggio 1882, la decisione di Gladstone di liberare il capo nazionalista irlandese Charles Stewart Parnell dalla prigione portò alle dimissioni del capo segretario per l'Irlanda, William Edward Forster. Di conseguenza, Spencer, pur mantenendo il suo posto nel governo e la sua posizione, fu nuovamente nominato Lord Luogotenente come responsabile della politica irlandese del governo.
Spencer e il suo nuovo capo segretario, il nipote di Gladstone e il fratello di Hartington, Lord Frederick Cavendish, si sono recati in Irlanda il 5 maggio, ma Cavendish e il sottosegretario permanente, Thomas Henry Burke, sono stati uccisi dai nazionalisti estremisti irlandesi il giorno successivo a Phoenix Park, a Dublino, mentre si recavano verso il Viceregal Lodge dove si trovava Spencer. Spencer, assistito da George Trevelyan, il suo nuovo segretario, si trovò ora di fronte al difficile compito di pacificare l'Irlanda. Spencer agì rapidamente per riformare le forze di polizia irlandesi e distruggere le società segrete che erano state responsabili degli omicidi. Ha attirato alcune critiche per la sua gestione di un gruppo di omicidi a Maamtrasna - uno dei presunti criminali, Myles Joyce, era stato impiccato mentre proclamava ancora la sua innocenza, portando a una grande quantità di condanna di Spencer da fonti nazionaliste irlandesi. La fine del secondo mandato di Spencer come viceré vide la fortunata visita del Principe e della Principessa di Galles in Irlanda, ma gli sforzi di Spencer per far accettare alla Regina la creazione di una residenza reale in Irlanda non ebbero successo.

#### Rifle Volunteers
Temendo un'invasione, nel 1859, il Ministero della Guerra decise di istituire un Corpo di volontariato locale. L'ufficio di guerra emise una lettera circolare il 12 maggio invitando i volontari, e nel giro di tre giorni Spencer si era offerto di raccogliere una società dai suoi inquilini di Althorp. Divenne il 1° (Althorp Rifles) Northamptonshire Rifle Volunteer Corps con Spencer nominato al comando di grado di capitano il 29 agosto 1859.
Il 1 ° Northampton RVC ha cantato una canzone sulle note di The British Grenadiers: 
Dopo che i RVC separati del Northamptonshire formarono un battaglione amministrativo l'anno successivo, Spencer fu promosso maggiore il 2 aprile 1861. Quando il battaglione tenne il suo accampamento annuale ad Althorp nel 1864, l'ospitalità di Spencer includeva fornire il proprio cuoco per dirigere il disordine degli ufficiali. Sempre nel 1859, Spencer era un membro di spicco del comitato che istituì la National Rifle Association del Regno Unito e ospitò le riunioni del comitato a Spencer House, Londra. I primi incontri competitivi dell'Associazione si tenevano a Wimbledon Common, parte del maniero di Wimbledon di Spencer. Nel 1867 fece parte di un comitato del Ministero della Guerra per indagare sui fucili a carica podalica. Lord Spencer fu nominato membro della colonia onoraria del Northamptonshire Yeomanry imperiale (in seguito il Northamptonshire Yeomanry) il 21 maggio 1902.

#### Altre cariche
Nel 1865 Spencer presiedette una commissione reale sulla peste del bestiame, insieme a Robert Gascoyne-Cecil, III marchese di Salisbury, Robert Lowe e Lyon Playfair. Lord Spencer era anche cancelliere della Victoria University. Durante una visita a Exeter il 12 luglio 1902, gli furono consegnate le Chiavi della città.

### Cortigiano
Spencer servì, per la maggior parte del periodo 1859-1866, nella casa reale, come stalliere prima del principe Alberto e poi del Principe di Galles. Nel 1876 ospitò l'imperatrice Elisabetta d'Austria che era arrivata nel Northamptonshire per una partita di caccia. L'Imperatrice alloggiò a Easton Neston, che aveva affittato tramite sua sorella, l'ex regina Maria Sofia delle Due Sicilie.

### Ultimi anni e morte
Nel 1864, Spencer, come Lord of the manor of Wimbledon attraverso la sua proprietà di Wimbledon House, cercò di ottenere proposta di legge per recintare Wimbledon Common per la creazione di un nuovo parco con una casa e giardini e per vendere parte per la costruzione. Per una decisione importante riguardo alla common land inglese, e dopo un'indagine, il permesso fu rifiutato e istituito un comitato di conservatori nel 1871 per assumere la proprietà del terreno e conservarlo nella sua condizione naturale.
Lady Spencer morì nell'ottobre 1903, all'età di 68 anni. Spencer morì ad Althorp nell'agosto 1910, all'età di 74 anni, e fu succeduto dal suo fratellastro, Charles.

## Ascendenza
|                                        |                    |                                          | Genitori                                |  |  | Nonni |  |  | Bisnonni                         |  |  | Trisnonni        |  |
|                                        |                    |                                          |                                         |  |  |       |  |  | 8. John Spencer, I conte Spencer |  |  | 16. John Spencer |  |
|                                        |                    |                                          |                                         |  |  |       |  |  | 8. John Spencer, I conte Spencer |  |  | 16. John Spencer |  |
|                                        |                    | 17. Georgiana Caroline Carteret          |                                         |  |  |       |  |  | 8. John Spencer, I conte Spencer |  |  |                  |  |
| 4. George Spencer, II conte Spencer    |                    |                                          |                                         |  |  |       |  |  | 8. John Spencer, I conte Spencer |  |  |                  |  |
|                                        |                    | 9. Margaret Poyntz                       | 18. Stephen Poyntz                      |  |  |       |  |  |                                  |  |  |                  |  |
|                                        |                    | 9. Margaret Poyntz                       | 18. Stephen Poyntz                      |  |  |       |  |  |                                  |  |  |                  |  |
|                                        |                    | 9. Margaret Poyntz                       | 19. Anna Maria Mordaunt                 |  |  |       |  |  |                                  |  |  |                  |  |
| 2. Frederick Spencer, IV conte Spencer |                    | 9. Margaret Poyntz                       |                                         |  |  |       |  |  |                                  |  |  |                  |  |
|                                        |                    | 10. Charles Bingham, I conte di Lucan    | 20. John Bingham, V baronetto           |  |  |       |  |  |                                  |  |  |                  |  |
|                                        |                    | 10. Charles Bingham, I conte di Lucan    | 20. John Bingham, V baronetto           |  |  |       |  |  |                                  |  |  |                  |  |
|                                        |                    | 10. Charles Bingham, I conte di Lucan    | 21. Anne Vesey                          |  |  |       |  |  |                                  |  |  |                  |  |
| 5. Lavinia Bingham                     |                    | 10. Charles Bingham, I conte di Lucan    |                                         |  |  |       |  |  |                                  |  |  |                  |  |
|                                        |                    | 11. Margaret Smith                       | 22. James Smith                         |  |  |       |  |  |                                  |  |  |                  |  |
|                                        |                    | 11. Margaret Smith                       | 22. James Smith                         |  |  |       |  |  |                                  |  |  |                  |  |
|                                        |                    | 11. Margaret Smith                       | 23. Grace Dyke                          |  |  |       |  |  |                                  |  |  |                  |  |
| 1. John Spencer, V conte Spencer       |                    | 11. Margaret Smith                       |                                         |  |  |       |  |  |                                  |  |  |                  |  |
|                                        | 12. William Poyntz | 24. Stephen Poyntz (= 18)                |                                         |  |  |       |  |  |                                  |  |  |                  |  |
|                                        | 12. William Poyntz | 24. Stephen Poyntz (= 18)                |                                         |  |  |       |  |  |                                  |  |  |                  |  |
|                                        | 12. William Poyntz | 25. Anna Maria Mordaunt (= 19)           |                                         |  |  |       |  |  |                                  |  |  |                  |  |
| 6. William Stephen Poyntz              | 12. William Poyntz |                                          |                                         |  |  |       |  |  |                                  |  |  |                  |  |
|                                        |                    | 13. Isabella Courtenay                   | 26. Kelland Courtenay                   |  |  |       |  |  |                                  |  |  |                  |  |
|                                        |                    | 13. Isabella Courtenay                   | 26. Kelland Courtenay                   |  |  |       |  |  |                                  |  |  |                  |  |
|                                        |                    | 13. Isabella Courtenay                   | 27. Elizabeth Montagu                   |  |  |       |  |  |                                  |  |  |                  |  |
| 3. Georgiana Poyntz                    |                    | 13. Isabella Courtenay                   |                                         |  |  |       |  |  |                                  |  |  |                  |  |
|                                        |                    | 14. Anthony Browne, VII visconte Montagu | 28. Anthony Browne, VI visconte Montagu |  |  |       |  |  |                                  |  |  |                  |  |
|                                        |                    | 14. Anthony Browne, VII visconte Montagu | 28. Anthony Browne, VI visconte Montagu |  |  |       |  |  |                                  |  |  |                  |  |
|                                        |                    | 14. Anthony Browne, VII visconte Montagu | 29. Barbara Webb                        |  |  |       |  |  |                                  |  |  |                  |  |
| 7. Elizabeth Mary Browne               |                    | 14. Anthony Browne, VII visconte Montagu |                                         |  |  |       |  |  |                                  |  |  |                  |  |
|                                        |                    | 15. Frances Mackworth                    | 30. Herbert Mackworth                   |  |  |       |  |  |                                  |  |  |                  |  |
|                                        |                    | 15. Frances Mackworth                    | 30. Herbert Mackworth                   |  |  |       |  |  |                                  |  |  |                  |  |
|                                        |                    | 15. Frances Mackworth                    | 31. Juliana Digby                       |  |  |       |  |  |                                  |  |  |                  |  |
|                                        |                    | 15. Frances Mackworth                    |                                         |  |  |       |  |  |                                  |  |  |                  |  |

## Titoli e trattamento
- 1835-1845: Mr John P. Spencer
- 1845-1857: Il Visconte Althorp
- 1857: Il Visconte Althorp, MP
- 1857-1859: The Right Honourable, Il Conte Spencer
- 1859-1865: The Right Honourable, Il Conte Spencer, PC
- 1865-1910: The Right Honourable, Il Conte Spencer, KG PC